# نادي هييريه
نادي هييريه (بالفرنسية: Hyères Football Club)‏ نادي كرة قدم فرنسي يلعب في دوري الدرجة الوطنية . تم تأسيس النادي في سنة 1912 .